# Droga wojewódzka nr 164
Droga wojewódzka nr 164 (DW164) – droga wojewódzka w województwie lubuskim o długości 11 km łącząca Sarbinowo z Drezdenkiem. 

## Miejscowości na trasie
- Sarbinowo
- Zagórze
- Drezdenko